# Magyar zsokék listája
A Magyar zsokék listája a lóversenyzés magyar galopplovasainak névsorát tartalmazza.

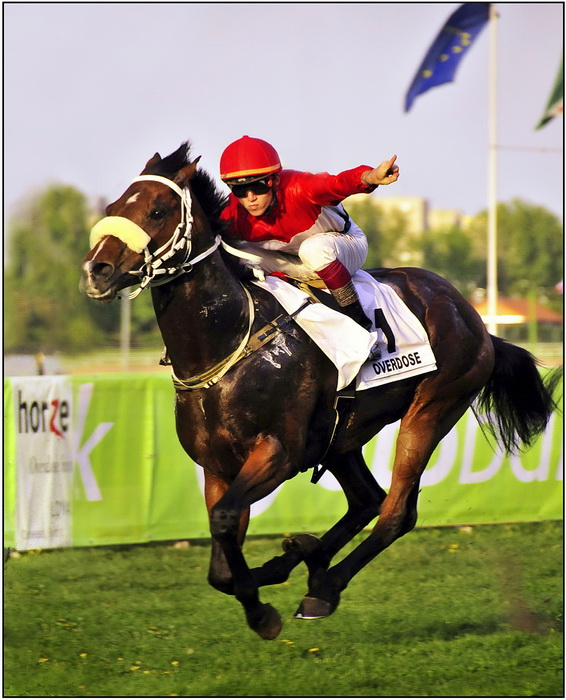

| Ábécé szerinti tartalomjegyzék                      |
| --------------------------------------------------- |
| A B C D E F G H I J K L M N O P Q R S T U V W X Y Z |

## A
- Alafi László
- Alafi Péter - Németországban a legtöbb versenyt, (több, mint 2300-at) nyerő magyar zsoké.[1]
- Aperianov Zakariás
- Albert F
- Antal Krisztina am.
- Antal Zsuzsanna am.
- Antus Gabriella

## B
- Bakos Gábor
- Barabás Mónika
- Barna András - 39. Magyar Derby győztese, Frappáns nyergében.
- Bocskai György
- Bocskai Pál
- Bodnár Balázs
- Bonta Ferenc
- Borkó Bernadett
- Benkő Ádám
- Bihari Alexandra
- Bárdosi György
- Bodnár Lajos
- Bíró József
- Benkő Péter

- Csernák János
- Csiszár Lajos
- Csoh Ferenc

## D
- Deczki András
- Dickinson Judit (amatőr)
- Dobokay Péter
- Détári Sándor
- Dunai Kálmán

## E
- Esch Győző
- Esch Róbert

## F
- Fejes Lajos ifj.
- Fekete Attila
- Fűzi Villő

## G
- Gelics Mihály, Imperiál lovasa
- Gervai Ottó
- Gömöri Sándor
- Gulyás Mihály
- Gutai János
- Guttmann János

## H
- Hajba László
- Holdas János
- Hajba Krisztián
- Hegedűs Csaba
- Horváth Balázs
- Huszár Korinna
- Hesp Róbert

## J
- Janek Géza , 1495 versenyt nyert az Osztrák Magyar Monarchiában
- Janek Ferenc
- Juszel Béla (amatőr)
- Jurenák Kálmán

## K
- Kállai Pál
- Karaszek Sándor
- Keszthelyi István
- Kerekes Károly - 81. Magyar Derby győztese, Rodolfo nyergében.
- Kígyós János
- Klimscha Albert id.
- Klimscha Albert ifj.
- Kocsis Edina
- Kovács István II.
- Kovács Sándor
- Kozma István ifj

## L
- Libertényi Péter
- Lukács Ildikó am.

## M
- Marschall István
- Menyhért Ferenc
- Mészáros Zsolt
- Mocsinka Vivien
- Molnár Kata (amatőr)
- Mravik Pál

## N
•   Nagy Géza
- Nagy Tamás
- Nagy Tihamér
- Németh Ferenc, Imperiál lovasa
- Noska József

## P
- Pető Sándor
- Pintér Miklós
- Plesch Árpád
- Potyók László
- Papp István II.

## R
- Ribárszki Sándor - négy derby győzelemmel a legeredményesebb trénerek egyike.

## S
- Schejbál József
- Simon Ferenc
- Suták Vanda
- Suták Csenge
- Szokolai István
- Sajdik Sándor

## T
- Tandari János
- Tormási Gyula

## V
- Varga Zoltán (versenylovas), Guinness-rekorder.
- Vas József
- Varga Lajos